# Palitoy
Palitoy est une ancienne entreprise britannique de fabrication de jouets, fondée en 1919 à Leicester. La société commence par produire des jouets en étain, mais diversifie ensuite sa gamme de produits pour inclure des jouets en plastique, des jeux de société et des figurines articulées. Palitoy est surtout connue pour ses gammes de figurines articulées Star Wars, Action Man, sa poupée mannequin Pippa et pour avoir été le principal fabricant de jouets sous licence pour les séries télévisées et les films de science-fiction dans les années 1970 et 1980. 
Revendue une première fois en 1931, la société changera de propriétaire à de nombreuses reprises. Palitoy est ainsi acquise par la société américaine General Mills en 1968 et est intégrée à sa filiale britannique, Kenner Parker Toys. Au plus fort de son succès, elle vend plus de 20 millions d'Action Man et compte 1000 salariés à Coalville. Le transfert de la production à Hong Kong au début des années 1980 marque un tournant pour l'entreprise. 

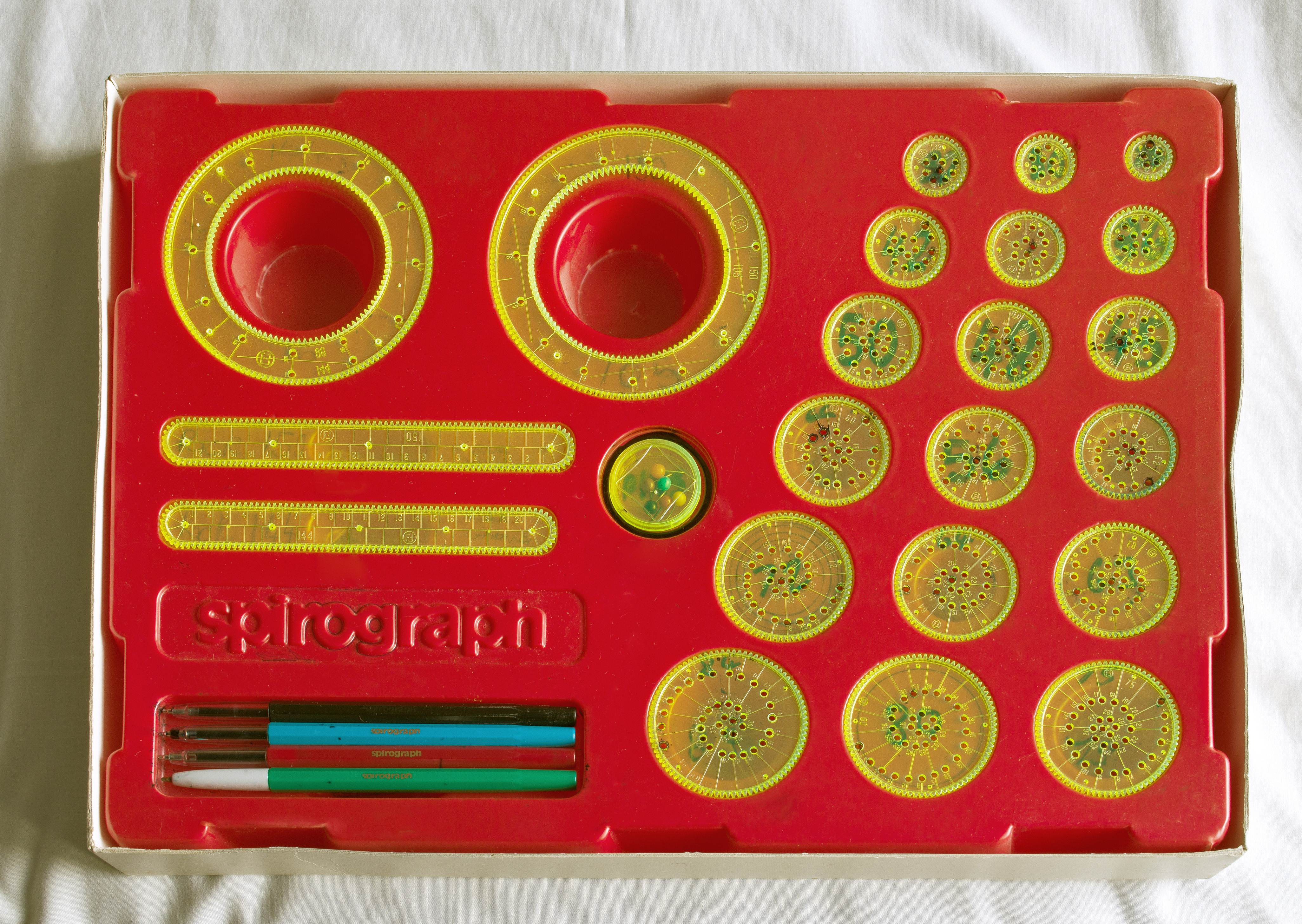
Spirographe commercialisé par Palitoy durant les années 1980.

En 1994, Hasbro acquiert les droits de propriété intellectuelle de Palitoy et met fin à sa production.